# Skipper
Als Skipper (von niederdeutsch Schipper / mittelniederdeutsch schipper, schiphere‚ Schiffsherr‘; umgangssprachlich Freizeitkapitän) bezeichnet man den verantwortlichen Boots- bzw. Schiffsführer in der Freizeitschifffahrt, umgangssprachlich auch in der Berufsschifffahrt. Der Skipper trägt die zivil- und strafrechtliche Verantwortung für die Sicherheit von Schiff und Besatzung. Ein Skipper muss nicht zwangsläufig Eigner (Eigentümer) des Schiffes oder für diese Aufgabe angestellt sein, auch muss er das Schiff nicht selbst steuern. Vor Fahrtantritt muss allerdings der Schiffsführer bestimmt und dies im Logbuch dokumentiert werden. Ein Skipper muss im Besitz der jeweils für das Fahrtgebiet und den Bootstyp notwendigen Befähigungsnachweise wie Führerschein sowie gegebenenfalls Funkbetriebszeugnis und Fachkundenachweis für Seenotsignalmittel sein.

## Schiffe unter Deutscher Flagge

### Hobby-Skipper

#### Binnengewässer
Für Motorboote, deren Antriebsleistung 11,03 kW (15 PS, bei Verbrennungsmotoren) bzw. 7,5 kW (bei Elektromotoren) überschreitet, benötigt der Hobby-Skipper auf den deutschen Bundeswasserstraßen im Geltungsbereich der Binnenschifffahrtsstraßen-Ordnung den Sportbootführerschein Binnen (kurz: SBF Binnen) für die Antriebsart Motor. Die Bootslänge muss dabei unter 20 m (65,6 Fuß) liegen. Auf bestimmten Gewässern kann der Hobby-Skipper auch ohne SBF Binnen ein Motorboot chartern, wenn er eine Charterbescheinigung erwirbt, die für die Dauer der Charter im eingewiesenen Gewässer gilt. Nur für den Bodensee gibt es mit dem Bodenseepatent einen gesonderten Befähigungsnachweis.
Für Segelboote gibt es in Deutschland keine bundesweit geregelte Führerscheinpflicht, jedoch ist für Segelboote auf bestimmten Binnenwasserstraßen rund um Berlin sowie auf bestimmten Gewässern einiger Bundesländer und Gemeinden ein SBF Binnen Segel erforderlich.
Wenn ein Funkgerät an Bord ist, benötigt der Skipper das UKW-Sprechfunkzeugnis UBI.

#### Seeschifffahrtsstraßen
Auf den deutschen Seeschifffahrtsstraßen und Küstengewässern bis drei Seemeilen von der Basislinie benötigt der Skipper auf Sportbooten mit einer Motorleistung von mehr als 11,03 kW (15 PS, bei Verbrennungsmotoren) bzw. 7,5 kW (bei Elektromotoren) einen Sportbootführerschein See (kurz: SBF See). Eine Einschränkung hinsichtlich der Bootslänge gibt es beim SBF See nicht.
Für Segelboote wird auf Seeschifffahrtsstraßen grundsätzlich kein Führerschein benötigt, jedoch verleihen viele Vercharterer ihre Segelyachten nur an Inhaber von Sportbootführerscheinen. Falls ein Segelboot über einen Hilfsmotor von mehr als 11,03 kW (15 PS) verfügt, benötigt der Skipper ebenfalls einen SBF See.
Wenn ein Funkgerät an Bord ist, benötigt der Skipper das Sprechfunkzeugnis SRC oder LRC, sowie zum Mitführen bestimmter Seenotsignalmittel an Bord den Fachkundenachweis.

### Gewerbliche Skipper
Der Begriff Skipper kann eine Berufsbezeichnung darstellen, wenn er sich auf die gewerbliche Steuerung von Wasserfahrzeugen bezieht. Gewerblich bedeutet hier, dass der Skipper für seine Tätigkeit ein Gehalt bzw. Honorar bekommt. Auch bezahlte Skipper von Charteryachten ohne Ausbildungsabsicht zählen zur gewerblichen Sportschifffahrt.
Gewerbliche Skipper auf Schiffen unter deutscher Flagge unterstehen immer dem Schutz des Seearbeitsgesetzes und müssen vom Arbeitgeber bei der Berufsgenossenschaft für Transport und Verkehrswirtschaft (früher: SeeBG) gemeldet und sozialversichert sein. Gewerbliche Skipper auf Sportbooten müssen in Deutschland oder auf Sportbooten unter deutscher Flagge weltweit den Sportküstenschifferschein (Fahrtgebiet weltweit bis 12 sm), Sportseeschifferscheins (Fahrtgebiet weltweit bis 30 sm Abstand von der Küste) beziehungsweise den Sporthochseeschifferscheins (unbegrenztes Fahrtgebiet) für die jeweiligen Antriebsart Motor oder Segel besitzen. Die Ausbildung für gewerbliche Skipper und die entsprechenden Befähigungszeugnisse entsprechen nicht dem STCW-Übereinkommen und sind damit nur auf Sportbooten mit deutscher Flagge gültig.
Für die gewerbliche Nutzung von Sportbooten auf Bundeswasserstraßen ist ein Kleinschifferzeugnis, Sportschifferzeugnis oder Sportpatent erforderlich.

### Skipper auf Ausbildungsschiffen
Für gewerblich betriebene Ausbildungsschiffe, z. B. von Segel- oder Motorbootschulen und Vereinen, gilt gemäß SeeSpbootV und in den Wasserstraßen der Zonen 1 und 2 obige Regelung, obwohl hier der wirtschaftliche Gewinn der Ausbildungsstätte oft im Vordergrund steht. 
Auf Wasserstraßen, die in den Bereich der Binnenschifffahrtsstraßen-Ordnung fallen, benötigen Ausbilder seit 2022 auf entsprechenden Ausbildungsbooten das Kleinschifferzeugnis. 
Dies gilt unabhängig davon, ob hinter der Ausbildung eine kommerzielle Bootsfahrschule oder ein gemeinnütziger Verein steht oder der Ausbilder gar ehrenamtlich arbeitet. 
Personen, die vorher bereits als Ausbilder aktiv waren, können das Kleinschifferzeugnis bis 2027 in bestimmten Fällen ohne Prüfung erwerben.

### Schiffsführer auf gewerblich betriebenen Schiffen
Gewerblich ist ein Wasserfahrzeug, wenn es mit der Absicht eines wirtschaftlichen Gewinnes betrieben wird. Dies trifft insbesondere für Passagier-, Handels- und Fischereischiffe (Kauffahrteischiff) zu. Solche Schiffe dürfen nur von einem Inhaber eines seemännischen Patents geführt werden.

## Schweiz

### Binnenseen
Auf den schweizerischen Binnengewässern ist für Freizeitskipper zum Führen eines Schiffes ein Schiffsführerausweis erforderlich, sofern die Motorleistung 6 Kilowatt oder die Segelfläche 15 Quadratmeter übersteigt. Ein verantwortlicher Bootsführer muss allerdings für jedes Schiff bestimmt sein, unabhängig von der Führerscheinpflicht. Er oder sie ist für die Einhaltung der Vorschriften sowie für die Sicherheit des Schiffes und der Besatzung verantwortlich. Auch die korrekte Wartung und der Unterhalt der Sicherheitsausrüstung ist in seiner Verantwortung. Der Schiffsführerausweis der Kategorie A (Motorboote) erlaubt auch den gewerblichen Personentransport auf den Binnenseen.
Auf dem Bodensee ist derselbe Ausweis bereits ab einer Motorleistung von 4,4 Kilowatt oder einer Segelfläche von 12 Quadratmetern erforderlich – gemäß der Bodenseeschifffahrtsordnung gilt dieselbe Regel auch für deutsche und österreichische Boote auf diesem Grenzgewässer.

### Hochseeyachten unter Schweizer Flagge
Zum Führen einer Hochseeyacht unter Schweizer Flagge ist der schweizerische Hochseeausweis erforderlich. Er erlaubt – abhängig vom erworbenen Schein – das Führen von Segel- oder Motoryachten für Freizeitzwecke weltweit. Eine gewerbsmässige Beförderung von Personen oder Waren mit einer Yacht unter Schweizer Flagge ist  generell verboten.

## Vereinigte Staaten von Amerika

### Freizeitbereich
Grundsätzlich unterliegen Bootsführer im Freizeitbereich der Regelungshoheit der Bundesstaaten. So haben einige Bundesstaaten keinerlei Regelungen (z. B. Alaska), andere ein standardisiertes Sicherheitstraining (englisch boating safety education), das bei verschiedenen Anbietern durchlaufen werden kann. Diese Kurse können meist auch online absolviert werden oder bei einer Organisation wie der United States Coast Guard Auxiliary. Als Ergebnis erhält man eine Boaters Education Card des Bundesstaates, die meist auch in anderen Bundesstaaten als Nachweis anerkannt wird und zum nichtgewerblichen Führen von Sportbooten berechtigt.

### Gewerblich
Das gewerbliche Führen von Sportbooten unterliegt der Regelungshoheit des Bundes und die Skipper brauchen hierfür ein Befähigungszeugnis des National  Maritime Center der US-Küstenwache. Es gibt mehrere Patente für Sportboote je nach Seegebiet und Größe der Sportboote und Yachten, die nicht mit dem STCW-Übereinkommen konform sind. Voraussetzung ist ein medizinisches Tauglichkeitszeugnis, eine Erfahrungsseefahrtzeit von bis zu drei Jahren sowie der Besuch eines standardisierten Kurses und eine Prüfung bei der Küstenwache.
Sportbootskipper mit gewerblichen Patent werden nach den Etiketten in den Vereinen und Segelschulen als Captain angeredet.

### Militär
An Bord von US-amerikanischer Kriegsschiffen wird der Kommandant oft inoffiziell als Skipper bezeichnet, wenn er die Erlaubnis dazu gibt. Auch in vielen Landeinheiten der Marine und Marineinfanterie werden kommandierende Offiziere oft traditionell als Skipper angeredet.